# 茶木みやこ
茶木 みやこ（ちゃき みやこ、1950年（昭和25年）5月20日 - ）は、日本の歌手。京都府京都市中京区生まれ。

## 概要
1970年、フォークデュオグループ ″ピンク・ピクルス″ を結成。1972年に解散する。
1973年4月20日、「雪の朝に」でソロデビュー。1978年まで活動していたが、結婚を機に音楽活動からは離れる。
1994年より再始動。2019年現在もライヴ活動を中心に活動する。

## 略歴
- 1970年（昭和45年） - 同志社女子大学在学中、小林京子とフォークデュオグループ「ピンク・ピクルス」を結成する[1]。
- 1971年（昭和46年） - 大阪MBSラジオで紹介された「僕にさわらせておくれ」にリクエストが殺到したことがきっかけとなり、1年限定の活動で、同年3月に同曲でメジャーデビュー。
- 1972年（昭和47年） - ピンク・ピクルス解散。
- 1977年（昭和52年） - テレビドラマ『横溝正史シリーズ』テーマソングとして「まぼろしの人」をリリース。第二弾テーマソング「あざみの如く棘あれば」をリリース。また、ミッキー吉野グループとのコラボレーションによるアルバム『レインボウ・チェイサー』を制作。
- 1980年代から1990年（平成2年）頃まで音楽活動からは離れていた。この間に結婚している。
- 1994年 - オムニバスCD「ソングライタールネッサンス」に参加。ソロ活動の他、シモンズの北川ユミとピンクシモンズとしても活動
- 1995年 - アルバム「うたがたり」「レインボウ・チェイサー」のCD化。オムニバスCD 「MBSヤンタン今月のうた復刻版」が発売される。ラジオ公開録音ライブＣＤ「鶴瓶青春のアンコール Cメジャーが聞こえる」に参加。
- 1996年
  - 4月 - 「茶木と鶴瓶のうたがたりコンサート」開催。笑福亭鶴瓶とともに京都文化芸術会館にてコンサートを行う。
  - 10月 - [夢で逢いましょう Vol.I」をギタリスト岡崎倫典とともにライブスポット都雅都雅にて開催. KBS京都にてラジオ「フリーウェーブ」の レギュラーDJとして出演。（1996年～1997年）
- 1997年
  - CDシングル「今あなたは/愛させて欲しい」発売。
  - 4月 - 「夢で逢いましょう Vol.II」を岡崎倫典とともに、歴史ある京都文化博物館にて開催した。当日の模様は朝日放送ラジオ特別番組として放送される。
  - 9月 - 久々のソロライブを都雅都雅にて、以降年2回ペースで 都雅都雅にてワンマンライブを行っている。KBS京都にてラジオ「サンデーZOO」の レギュラーDJとして出演。（1997年～1998年）
- 1998年 - 「男と女のうたがたり」シリーズ at 京都文化博物館として、1月30日に下田逸郎とともに（ゲストに憂歌団の内田勘太郎）出演する。10月23日には永井龍雲、25日クニ河内とともに出演する。
- 1999年 9月 - 東京南青山MANDALAにてライブ、ゲストに 中川イサト。
- 2000年 10月 - 東京南青山MANDALAにて斎藤ノブとライブ。
- 2001年（平成13年）
  - 斎藤ノブとの共同プロデュースによるレコーディングを開始。
  - 10月 - 24年ぶりのアルバム「Love is enough」を発売。「LOVE IS ENOUGH」発売と同時に本格的に活動を開始。斎藤ノブと発売記念ツアーを各地で行う。
- 2002年（平成14年） - 書き下ろし詩集「Love is enough」を発売。11月霧島高原にてレコーディング、再び斎藤ノブとの共同プロデュース。
- 2003年（平成15年）
  - 3月10日 - ニューアルバム「miyako」発売。斎藤ノブと発売記念ツアーを各地で行う。
  - 5月13日～20日 - 高田渡とともに北海道ライブツアーを行う。
- 2004年（平成16年）
  - 3月 - ギターリストの中川イサトと3月 岐阜、長野、4月 横浜、6月には山陽道ツアー行う。
  - 4月23日 - 「みんなのうた」で唄った「美山の子守唄～京都地方のわらべうた～」が、NHKビデオ／DVD「みんなのうた」（1961年～2002年放送分）で発売される。
  - 4月29日 - 中国民族楽器 揚琴とのコラボレーションを国家一級奏者 沈兵と京都「都雅都雅」にて行う。この他 中津川、福山、下呂、三国、東京などでもコンサートを行う。
  - 5月15日～23日 - 第２回北海道バースデーツアーを札幌、江別、北見、帯広で行う。
  - 7月10日 - CD「茶木みやこ撰歌」復刻盤がトランジスターレコードより発売。
  - 10月2日 - 下呂市萩原町諏訪神社境内において「諏訪物語」コンサートを揚琴奏者沈兵と行う。
  - 10月21日 - 復刻版CD「FOLK FLAVOR/ピンクピクルス」をテイチクエンタテイメントより発売。
  - 12月8日 - 桑名正博と京都拾得にて素晴らしいハーモニーでライブを行う。
- 2005年 (平成17年）
  - 3月 - 吉祥寺「のろ」で高田渡、中川イサトとライブに参加する。
  - 5月 - 北海道ツアー。7月 奈良ホテルで沈兵とディナーショーに出演する。
  - 10月 - 京都円山野外音楽堂にて、京の華舞台「京の旅人」コンサートに出演する。
  - 10月 - 初の沖縄ツアー（首里、石垣島、伊江島）。桑名正博と酒蔵ライブ、コンサート、ディナーショーなどを行う。
- 2006年（平成18年）
  - 3月15日 - CD『翔べなくなるわ』の復刻盤がトランジスターレコードより発売される。
  - 4月9日 - アフガンの子どもたちに美味しいものをごちそうする会企画制作CD「Thousands of Smiles Special Edition/笑顔がいっぱい」に「I SAY HELLO」が収録される。
- 2007年（平成19年）]
  - 2月 - 産経新聞関西版「この歌を伝えたい」で「一人の道」が取り上げられる。
  - 3月 - 朝日放送テレビ「探偵!ナイトスクープ」でピンクピクルス「あなたの手紙」が取り上げられる。
  - 10月 - Produceに柳田ヒロ、Co-Produceに園山光博をむかえレコーディング開始。バイオリン奏者平松加奈とライブツァーを行う.中国・広州や日本最西端与那国島までライブツァーを行う。
- 2008年（平成20年）
  - 4月23日 - 5年ぶりのニューアルバム「あるよ・ね」をコロムビアエンターテイメントより発売決定。柳田ヒロや園山光博とライブツァーを行う。5月中国・大連にて「ハンセン病チャリティーコンサート」に参加。
  - 7月 - 中津川歌舞伎ホールにて「桑名正博・茶木みやこ with 斎藤ノブ 響Collaboration」を行う。奄美大島初上陸 「ASIVI」にてライブ行う。
  - 9月 - 鈴木トオル、今西太一らとの「最強のコラボライブ」好評につき再び行う。
  - 11月15日 - 實相寺・寺子屋池上VOL.6 「アンプラグドソロライブ」行う。CD発売を記念して柳田ヒロ、園山光博らとツアーを行う
- 2009年（平成21年）
  - 7月 - 「斉藤哲夫×茶木みやこ はじめましてコンサート」を大森・風に吹かれてにて行う。
  - 8月 - 40年ぶりに開催された「中津川・椛の湖フォークジャンボリー」に参加。
  - 8月30日 - 實相寺・寺子屋池上VOL.7はゲスト岡崎倫典を迎えて行う。
  - 12月27日 - 大阪サンケイホールブリーゼ「ビリーバンバン＆杉田二郎コンサート」にゲスト参加。TRAVELING TOURと称して北海道から与那国島まで全国ツアーを展開する。
- 2010年（平成22年）
  - 2月7日 - 福井・おおい町にある水上 勉「若州一滴文庫」で「冬ごもりライブ」にゲスト参加。
  - 2月20日 - NHK BS2「BS永遠の音楽 大集合! 青春のフォークソング」に出演。
  - 3月 - 東京・京都にて沢田聖子と「ひな祭りコンサート」を行う。
  - 4月 - 奄美大島、京都にて平成17年民謡民舞全国大会１位に輝いた中村瑞希と三線とギターで「ちゃき＆みずき TSUMUGI Collaboration」を行う。
  - 5月20日 - 實相寺・寺子屋池上アコースティックライブvol.8「茶木みやこ 60th Anniversary Live」ではゲストに笑福亭鶴瓶、斉藤ノブを迎え、柳田ヒロ、園山光博、坪井寛らと曲を披露する。
  - 6月 - 中国・杭州市役所にてランチコンサート、知味観「味荘」にて2010年第３回「中国ハンセン病快復村支援チャリティーコンサート」に揚琴の沈兵と参加。中国民族楽器の揚琴とギターと歌のコラボで好評を博す。
  - 7月 - 北陸ツアーで佐渡島に初上陸する。
  - 10月9日 - 京都円山野外音楽堂にて、京の華舞台「京の旅人」コンサートに出演する。
  - 11月6日 - 「第25回国民文化祭おかやま2010」に久世エスパスホールで桑名正博と参加する。
- 2011年（平成23年）
  - 3月 - りりィ＆洋士と関西ツァーを行う。
  - 6月11日 - 實相寺・寺子屋池上アコースティックライブvol.9「笑う門には福来たる」ゲストに大阪ブルース歌謡の真骨頂「三井ぱんと大村はん」を迎えて行う。7月 - ジャズピアノ奏者大塚善章と「歌を旅して」と題して歌で綴る世界旅行の旅シリーズを行う。第１回目は南太平洋の旅。
  - 8月 - 豊川フロイデンホールにて、なぎら健壱と「フォークメモリアルライブvol.2」に出演する。
  - 9月 - 日本のカントリー ミュージックのパイオニア的存在の永冨研二さんとカントリーミュージックを唄う。
  - 11月 - 奄美大島、京都で中村瑞希さんと２回目の「Tsumugi Collaboration」を行う。センチメンタルシティーロマンスの細井豊(Key)とツアーを行う
- 2012年（平成24年）
  - 4月 - 石川鷹彦(g)、細井豊(key)と京都、津山、福井ツァーを行う。愛媛・宇和島にて「えひめ南予いやし博 2012」に桑名正博と参加。5月實相寺「寺子屋池上アコースティックライブ vol.10」を河合徹三(B)ゲストに迎えて行う。
  - 7月 - 石川鷹彦プロデュース、アレンジでアルバムレコーディング開始。
  - 9月 - pig-inn（河合徹三・夏目一朗・金武功）と豚かつ茶漬けツァー。10月発売ばんばひろふみの「Made in Kyoto」に「それも人生」が収録される。
  - 10月13日 - 『Two Doors Away』がトランジスターレコードより発売される。
  - 11月1日 - 六本木「Bee Hive」に於いてレコーディングメンバー石川鷹彦と細井豊の三人でのCD発売記念ライブを行う。
- 2016年（平成28年）
  - NHK BSプレミアムで今秋放送される特番『ザ・フォークソング～青春のうた～』出演のため、ピンク・ピクルスを一夜限定で再結成し、「一人の道」を歌った[2][3][4]。
- 2020年（令和2年）
  - 7月14日 - 「茶木みやこ＆いわさききょうこ　ふたりで唄えば2020～夏が来れば思い出す～」ライブを新潟県上越市で開催[5]。
  - 8月29日 - 初のライブアルバム「茶木みやこLive Stage vol.Ⅰ　茶木みやこ with 沈兵（揚琴）」発売[6]。

## ディスコグラフィー

### シングル
| 発売日                        | 規格             | 規格品番         | 面               | タイトル                   | 作詞               | 作曲               | 編曲               |
| テイチクレコード              | テイチクレコード | テイチクレコード | テイチクレコード | テイチクレコード           | テイチクレコード   | テイチクレコード   | テイチクレコード   |
| ----------------------------- | ---------------- | ---------------- | ---------------- | -------------------------- | ------------------ | ------------------ | ------------------ |
| 1973年4月20日                 | EP               | SN-1294          | A                | 雪の朝に                   | 山本勣             | 茶木みやこ         | 河野士洋           |
| 1973年4月20日                 | EP               | SN-1294          | B                | マリー・マリー             | 今江真三郎         | ジルベール・ベコー | 青木望             |
| 1973年8月20日                 | EP               | SN-1319          | A                | 愛のデシラード             | 今江真三郎         | 杉田二郎           | 青木望             |
| 1973年8月20日                 | EP               | SN-1319          | B                | 陽ざしの中に               | 兼松正人           | 茶木みやこ         | 穂口雄右           |
| Harvest Records／徳間ジャパン |                  |                  |                  |                            |                    |                    |                    |
| 1975年1月20日                 | EP               | YA-53            | A                | 泪橋                       | 山本勣             | 寺山寿和           | 山木幸三郎         |
| 1975年1月20日                 | EP               | YA-53            | B                | 近いうちに帰ります         | 田谷静恵           | 茶木みやこ         | 山木幸三郎         |
| 1975年4月20日                 | EP               | YA-54            | A                | 闇路                       | 山本勣             | 茶木みやこ         | 矢野誠             |
| 1975年4月20日                 | EP               | YA-54            | B                | 陽だまり                   | 山本勣             | 茶木みやこ         | 矢野誠             |
| 1975年                        | EP               | YA-56            | A                | 冬支度                     | 今江真三郎・山本勣 | 茶木みやこ         | 山木幸三郎         |
| 1975年                        | EP               | YA-56            | B                | 轍                         | 谷昭志             | 茶木みやこ         | 山木幸三郎         |
| 1977年5月1日                  | EP               | YA-1004          | A                | まぼろしの人               | 寺山寿和           | 茶木みやこ         | グッド・グリーフ   |
| 1977年5月1日                  | EP               | YA-1004          | B                | 風の橋                     | 山本勣             | 茶木みやこ         | グッド・グリーフ   |
| 1977年8月                     | EP               | YA-1007          | A                | 静かな夜                   | 岩沢律             | 茶木みやこ         | ミッキー吉野       |
| 1977年8月                     | EP               | YA-1007          | B                | さよならがうまく言えなくて | 岩沢律             | 茶木みやこ         | ミッキー吉野       |
| 1978年3月25日                 | EP               | YA-1011          |                  | あざみの如く棘あれば       | 阿久悠             | 茶木みやこ         | 岡井大二           |
| 1978年3月25日                 | EP               | YA-1011          | B                | あなたは何を               | 阿久悠             | 茶木みやこ         | 中村哲             |
| Bourbon Records／徳間ジャパン |                  |                  |                  |                            |                    |                    |                    |
| 1978年6月10日                 | EP               | BMA-1800         | A                | 泪橋                       | 山本勣             | 寺山寿和           | 山木幸三郎・森川健 |
| 1978年6月10日                 | EP               | BMA-1800         | B                | 風が欲しい                 | 友川かずき         | 茶木みやこ         | 勝呂和夫           |
| NOW WEST 1                    |                  |                  |                  |                            |                    |                    |                    |
| 1997年2月21日                 | 8cmCD            | NW-1001          | 1                | 今あなたは                 | 茶木みやこ         | 茶木みやこ         | 有田純弘           |
| 1997年2月21日                 | 8cmCD            | NW-1001          | 2                | 愛させて欲しい             | 茶木みやこ         | 茶木みやこ         | 有田純弘           |
| トランジスターレコード        |                  |                  |                  |                            |                    |                    |                    |
| 2012年5月20日                 | CD               | TRCM-004         | 1                | 愛させて欲しい             | 茶木みやこ         | 茶木みやこ         | 有田純弘           |
| 2012年5月20日                 | CD               | TRCM-004         | 2                | 今あなたは                 | 茶木みやこ         | 茶木みやこ         | 有田純弘           |

### アルバム
| 発売日                        | レーベル               | 規格             | 規格品番         | アルバム                                                | 備考                            |
| テイチクレコード              | テイチクレコード       | テイチクレコード | テイチクレコード | テイチクレコード                                        | テイチクレコード                |
| ----------------------------- | ---------------------- | ---------------- | ---------------- | ------------------------------------------------------- | ------------------------------- |
| 1973年10月25日                | テイチクレコード       | LP               | CF-1002          | CHAKI CHANGES                                           |                                 |
| Harvest Records／徳間ジャパン |                        |                  |                  |                                                         |                                 |
| 1975年12月5日                 | Harvest Records        | LP               | YC-8003          | うたがたり                                              |                                 |
| 1995年1月25日                 | Japan Record           | CD               | TKCA-70575       | うたがたり                                              |                                 |
| 2009年11月25日                | SHOW BOAT              | CD（紙ジャケ）   | SWAX-85          | うたがたり                                              | 2009年24bitデジタルリマスター盤 |
| 1976年9月25日                 | Harvest Records        | LP               | YC-8007          | 翔べなくなるわ                                          |                                 |
| 2006年3月15日                 | トランジスターレコード | CD               | TRCM-003         | 翔べなくなるわ                                          |                                 |
| 1977年8月5日                  | Harvest Records        | LP               | YC-9002          | レインボウ・チェイサー Rainbow Chaser                   |                                 |
| 1979年                        | Bourbon Records        | LP               | BMC-4010         | レインボウ・チェイサー Rainbow Chaser                   |                                 |
| 1995年1月25日                 | Japan Record           | CD               | TKCA-70578       | レインボウ・チェイサー Rainbow Chaser                   |                                 |
| 2018年11月15日                | SHOW BOAT              | CD（紙ジャケ）   | SWAX-086         | レインボウ・チェイサー Rainbow Chaser                   | 2009年24bitデジタルリマスター盤 |
| 1978年5月25日                 | Harvest Records        | LP               | YC-9004          | 茶木みやこ 撰歌                                         |                                 |
| 2004年7月10日                 | トランジスターレコード | CD               | TRCM-002         | 茶木みやこ 撰歌                                         |                                 |
| slow moon records             |                        |                  |                  |                                                         |                                 |
| 2001年10月10日                | slow moon records      | CD               | Slow-001         | Love is enough                                          |                                 |
| トランジスターレコード        |                        |                  |                  |                                                         |                                 |
| 2003年3月10日                 | トランジスターレコード | CD               | TRCM-001         | miyako                                                  |                                 |
| 2008年4月23日                 | コロムビア             | CD               | COCP-34849       | あるよ・ね                                              |                                 |
| 2012年10月13日                | トランジスターレコード | CD               | TRCM-005         | Two Doors Away                                          |                                 |
| 2018年7月18日                 | トランジスターレコード | CD               | TRCM-006         | Try Again                                               |                                 |
| 2020年8月29日                 | トランジスターレコード | CD               | TRCM-007         | 茶木みやこLive Stage vol.Ⅰ 茶木みやこ with 沈兵（揚琴） |                                 |